# 2010년 11월
| 2010년: 1월 · 2월 · 3월 · 4월 · 5월 · 6월 · 7월 · 8월 · 9월 · 10월 · 11월 · 12월 |

| <          | 2010년 11월 | 2010년 11월 | 2010년 11월 | 2010년 11월 | 2010년 11월 | >           |
| 일         | 월          | 화          | 수          | 목          | 금          | 토          |
|            | 1 9.25 을묘 | 2 26 병진   | 3 27 정사   | 4 28 무오   | 5 29 기미   | 6 10.1 경신 |
| 7 2 신유   | 8 3 임술    | 9 4 계해    | 10 5 갑자   | 11 6 을축   | 12 7 병인   | 13 8 정묘   |
| 14 9 무진  | 15 10 기사  | 16 11 경오  | 17 12 신미  | 18 13 임신  | 19 14 계유  | 20 15 갑술  |
| 21 16 을해 | 22 17 병자  | 23 18 정축  | 24 19 무인  | 25 20 기묘  | 26 21 경진  | 27 22 신사  |
| 28 23 임오 | 29 24 계미  | 30 25 갑신  |             |             |             |             |

| - 11월 6일 - 조명록 - 11월 30일 - 트위스트 김 편집하기 |

## 2010년11월 28일
- 대한민국 안동시에서 구제역이 확인되었다.

## 2010년11월 27일
- 중화인민공화국 광저우시에서 개최된 2010년 아시안 게임이 모두 종료되었다.

## 2010년11월 23일
- 조선민주주의인민공화국에서 대한민국 연평도에 포탄을 발사하였다.
- 캄보디아 프놈펜에서 열린 물 축제 폐막 행사에서 압사 사고가 발생하여 최소한 300명이 사망하였다.

## 2010년11월 18일
- 2011학년도 대학수학능력시험이 실시되었다.

## 2010년11월 15일
- 중화인민공화국 상하이시 징안취의 쟈오저우루에서 대화재가 발생, 58명이 사망하였다.

## 2010년11월 13일
- 미얀마의 야당 정치인 아웅산수찌가 석방되었다.

## 2010년11월 12일
- 중화인민공화국 광저우에서 2010년 아시안 게임이 개막하였다.

## 2010년11월 11일
- 대한민국 서울에서 11월 12일까지 서울 G20 정상회의가 개최되었다.

## 2010년11월 8일
- 대한민국 서해안에서 17동양호 침몰 사고가 발생해 7명이 실종되고 2명이 사망하였다.

## 2010년11월 6일
- 대한민국의 1인 포크 록 밴드 달빛 요정 역전 만루 홈런의 이진원이 11월 1일 경에 발병한 뇌출혈로 인해 6일 오전에 한림대학교 한강성심병원에서 사망하였다.

## 2010년11월 5일
- 현대자동차에서 2010 미래자동차 기술공모전으로 완성차 업체로서는 세계 최초로 무인자율주행 자동차 경진대회 본선을 경기도 화성시 남양에서 개최, 11개 대학팀이 참가하였고, 한양대학교 팀이 우승하였다.

## 2010년11월 3일
- 호주 콴타스 항공의 싱가포르발 호주 시드니행 에어버스 A380기가 인도네시아 서부 바탐섬 상공을 지나던 중 4개의 엔진 중 1개가 폭발하여 싱가포르 창이 국제공항으로 긴급 회항했다.

## 2010년11월 2일
- 쿠바에서 아에로카리비안 883편 추락 사고가 발생해 탑승객 68명 전원이 사망했다.